# 林存德
林存德（1953年12月—） ，男，汉族，海南澄迈人，中共政治人物，是一名长期在广东省委组织部任职的干部，历任广东省委组织部科教干部处处长，广东省委组织部干部五处处长，广东省委组织部副厅级组织员、干部五处处长，广东省委组织部副部长等職。其妻是廣東省现任副省长招玉芳。
林氏涉嫌万庆良案，在广东省委组织部副部长崗位退休後，被在纪检部门在2014年10月带走調查，广东省纪委尚未对外正式确认和披露案情。
2016年10月21日，东莞市中级人民法院公开宣判广东省委组织部原副部长林存德受贿案，以受贿罪判处林存德无期徒刑，剥夺政治权利终身，并处没收个人全部财产。